# Cerbia
Cerbia là một chi bướm đêm thuộc họ Erebidae.